# خيسوس كومين
خيسوس كومين ساغييس
(سرقسطة،19 أبريل 1889 - سرقسطة،4 مارس 1939)
كان محاميًا و سياسيًا إسبانيًا، شغل مناصب بارزة في الطائفة التقليدية.

## السيرة الذاتية:
كان ابن فرانسيسكو خابيير كومين مايو، عميد هيئة التدريس في كلية الحقوق، جامعة سرقسطة، حفيد السياسي الكارليستي بينفينيدو كومين مويا، كان أيضًا والد الفونسو كارلوس كوميين وجد السياسي الكاتالوني أنتونيو كومين.
كان مناضلا تقليديًا منذ شبابه، شارك في المعارضة الكارستية للجمهورية الثانية منذ إعلانها عام ١٩٣١، وأقام اتصالات مع أنصار الملكيين من أنصار الفونسو ١٤ المخلوع.
كان عضوًا في المجلس الثقافي للطائفة التقليدية التي يرأسها ڤيكتور براديرا. وانتخب عضوًا في البرلمان الإسباني ممثلاً لمقاطعة سرقسطة في الانتخابات العامة عام ١٩٣٣ و ١٩٣٦( حاصلًا على٧٠٤٦٢ صوتًا).
بصفته الرئيس التقليدي في أراجون، شارك في المؤامرات ضد الجمهورية التي بلغت ذروتها في انتفاضة يوليو عام ١٩٣٦.في ذلك اليوم، انضم مع مجموعة من الكارلستيين ( كان بعضهم مسلحًا) إلى ثكنات الكاستيليخوس في سرقسطة. وكان هذا الأمر حاسمًا في انضمام المدينة وحاميتها إلى الانتفاضة. كما استُخدمت الأسلحة المودعة في سرقسطة في تسليح أرتال من رجال القوات الخاصة من نافارا الذين حاربوا مع الجبهة الشمالية منذ بداية الحرب الأهلية الإسبانية. أيضًا كان واحدًا من القوي الدافعة وراء تيرسيو دي ريكيتيس فيرجين ديل بيلار ، حارب مع جبهة أراجون ضد القوات الجمهورية، وغيرها من القوات الكارلية الأراجونية.
عندما قام الجنرال فرانكو في عام ١٩٣٧ بتوحيد جميع الأحزاب السياسية على الصعيد الوطني ، وافق خيسوس كومين على هذا التوحيد، وأصبح عضوًا في جبهة التحرير الوطني. أُصيب أثناء الحرب و في حادث سيارة قرب نهاية الحرب.
صلي على جثمانه شخصيات هامة من الجانب الوطني، من بينهم الجنرال موناستيريو وموسكاردو. وفقا ل الموسوعة الإسبانية، نطق الجنرال هذه الكلمات أمام قبره:
يحق لي أن أقول ذلك: لقد انتصرنا في الحرب لأن سرقسطة انتصرت في الأيام الأولي. ويرجع الفضل في انتصار سرقسطة إلى حد كبير إلى خيسوس كومين.
وبمناسبة دفنه ، نشر رفاقه في الدين قصيدة في صحيفة ال نوتيثييرو دي سرقسطة.